# Imbalsamazione
L'imbalsamazione è uno dei sistemi usati per la preservazione dei resti umani (al giorno d'oggi con sostanze chimiche), al fine di prevenirne la decomposizione. Di solito serve per rendere il defunto adatto all'esposizione pubblica o privata (nell'ambito della cerimonia funebre) o per tenerlo conservato per scopi medici in un laboratorio anatomico. I tre obiettivi dell'imbalsamazione sono: la sanificazione, la presentazione e la conservazione (in alcuni casi, è presente anche il restauro). Eseguita con successo, l'imbalsamazione può aiutare a preservare il corpo per una durata di molti anni. Questa tecnica ha una storia molto lunga e interculturale, con molte culture che conferiscono ai processi di imbalsamazione un significato religioso.
Anche i resti animali possono venire imbalsamati con metodi simili ma l'imbalsamazione è distinta dalla tassidermia. L'imbalsamazione preserva il corpo intatto mentre la tassidermia è la ricreazione della forma di un animale che spesso usa solo la pelle della creatura montata su una forma anatomica.

## Storia

### Antichità

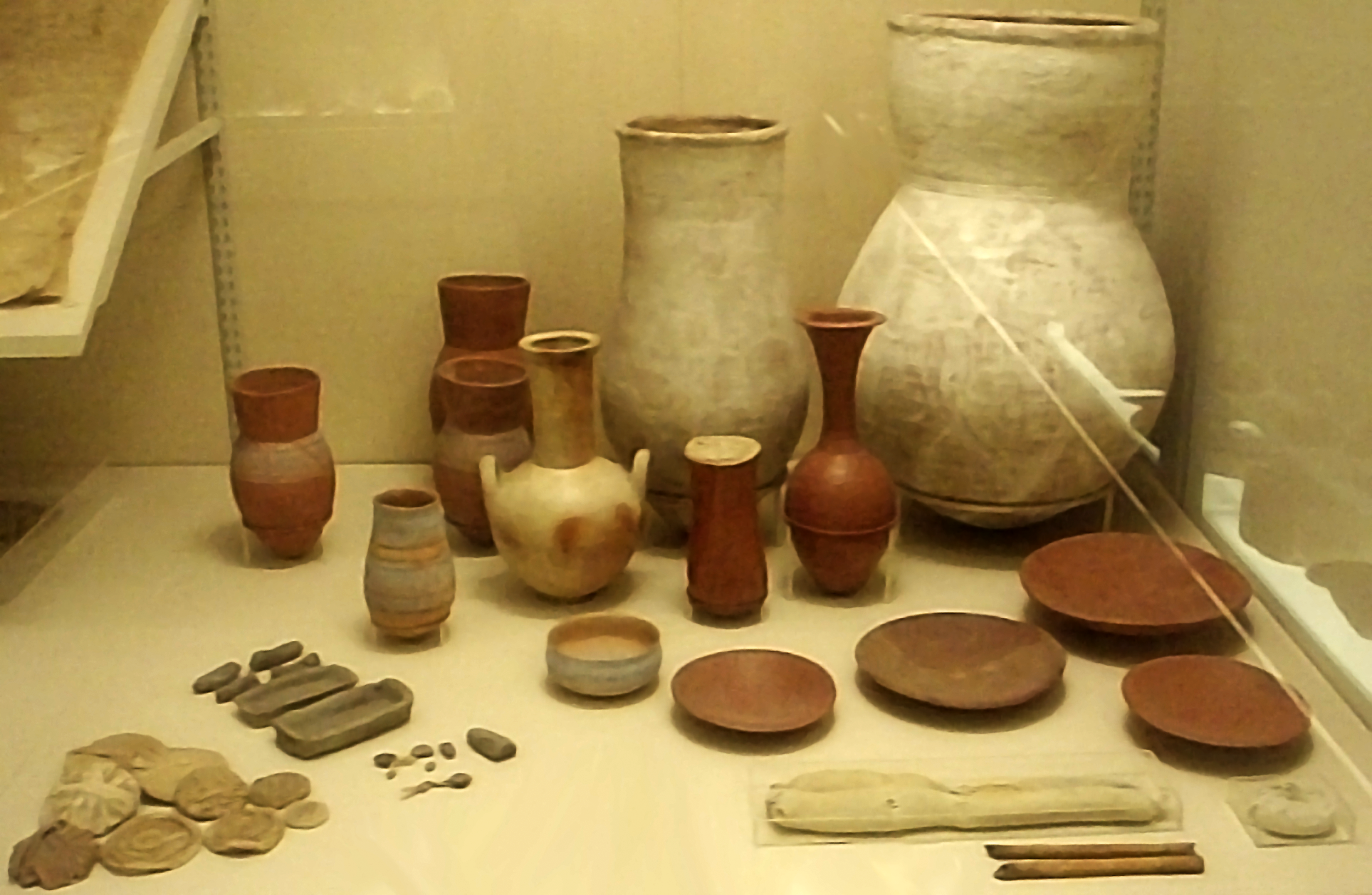
Ceramiche, piatti e altri oggetti vari dal deposito di imbalsamazione di Tutankhamon.

Le mummie Chinchorro, nel deserto di Atacama, furono tra le prime civiltà note per aver eseguito la mummificazione (intorno al 5000 a.C. - 6000 a.C.).
La civiltà egizia fu quella che sviluppò maggiormente l'imbalsamazione; in particolare, durante la I dinastia, i sacerdoti specializzati erano incaricati dell'imbalsamazione e della mummificazione: si occupavano di rimuovere gli organi, liberare il corpo dall'umidità e coprire il corpo con il natron. Gli antichi egizi credevano che la mummificazione consentisse all'anima di tornare al cadavere dopo la morte.
Altre culture note per aver utilizzato tecniche di imbalsamazione, nell'antichità, furono: Meroe, i Guanci, i peruviani, gli Shuar, gli Aztechi, i Toltechi, i Maya, i Tibetani e i nigeriani.
La prima prova conosciuta di conservazione artificiale, in Europa, fu trovata a Osorno: ossa umane, di circa 5000 anni, ricoperte di cinabro (per essere conservate) ma l'imbalsamazione rimase inusuale fino ai tempi dell'Impero Romano.
In Cina, sono stati ritrovati resti conservati artificialmente (risalenti alla Dinastia Han): i principali esempi sono quelli di Xin Zhui e di Mawangdui. Sebbene questi resti siano stati straordinariamente ben conservati, i fluidi e i metodi di imbalsamazione utilizzati sono sconosciuti.
La Bibbia menziona l'imbalsamazione del patriarca Giuseppe (Genesi 50,26).

### Medioevo
In Europa, l'antica pratica della conservazione artificiale si era diffusa intorno al 500 d.C. Il Medioevo e il Rinascimento, noti come il periodo dell'imbalsamazione degli anatomisti, furono caratterizzati da una maggiore influenza degli sviluppi scientifici in medicina e dalla necessità di avere corpi adatti alla dissezione: i primi metodi utilizzati sono documentati da medici contemporanei come Peter Forestus e Ambroise Parè mentre i primi tentativi di iniezione del sistema vascolare vennero eseguiti da Alessandra Giliani. Vari tentativi e procedure di imbalsamazione, furono segnalati da Leonardo da Vinci, Jacobus Berengar, Bartolomeo Eustachi, Regnier de Graaf, Jan Swammerdam e Frederik Ruysch.

### Età moderna

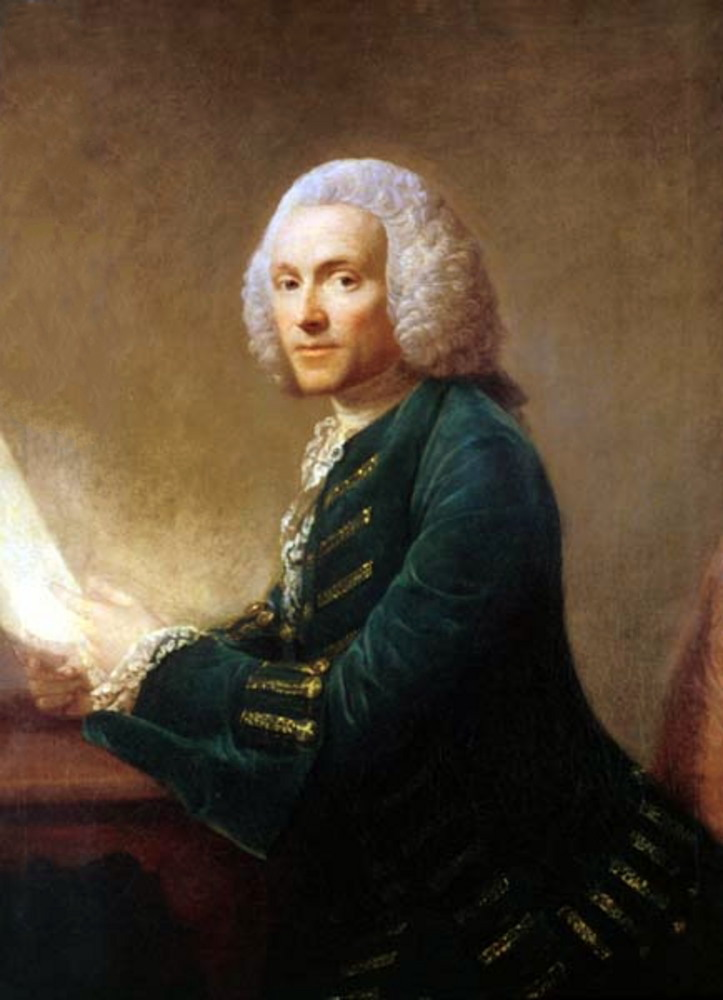
William Hunter sviluppò e rese popolare la moderna tecnica di imbalsamazione arteriosa, alla fine del XVIII secolo.

Moderni metodi di imbalsamazione prevedono l'iniezione di varie soluzioni chimiche nelle arterie per disinfettare le ferite e rallentare il processo di decomposizione. William Harvey, il medico che fu il primo a descrivere (in dettaglio) il sistema di circolazione del sangue, fece le sue scoperte iniettando soluzioni colorate nei cadaveri.
Il chirurgo William Hunter fu il primo ad applicare questi metodi nell'imbalsamazione come parte della pratica funeraria; scrisse un rapporto, ampiamente letto, sui metodi appropriati per l'imbalsamazione arteriosa, e delle cavità, al fine di preservare i corpi per la sepoltura. Suo fratello, John Hunter, applicò questi metodi e pubblicizzò i suoi servizi di imbalsamazione intorno alla metà del XVIII secolo. Uno dei suoi clienti più famosi era il dentista Martin Van Butchell. Quando sua moglie Mary morì il 14 gennaio 1775, la fece imbalsamare come attrazione per attirare più clienti. Hunter iniettò nel corpo, conservanti e additivi coloranti che abbagliarono le guance del cadavere, sostituì i suoi occhi con occhi di vetro e la vestì con un raffinato abito di pizzo; incastonò il cadavere, in uno strato di intonaco di Parigi, in una bara con il coperchio di vetro. Butchell espose il corpo alla finestra di casa sua e molti londinesi vennero a vederlo ma si attirò critiche per questa esposizione; una voce, forse avviata dallo stesso Butchell, sostenne che fosse il certificato di matrimonio di sua moglie e specificò che suo marito avrebbe avuto il controllo del suo patrimonio solo dopo la sua morte, fintanto che il suo corpo fosse stato tenuto insepolto.
L'interesse e la domanda per l'imbalsamazione crebbero costantemente nel XIX secolo, principalmente per motivi sentimentali. A volte, le persone desideravano essere sepolte in luoghi lontani, cosa che divenne possibile con l'avvento delle ferrovie, e le persone in lutto volevano l'opportunità di porgere i loro ultimi omaggi accanto al corpo esposto. Altri motivi, dietro l'imbalsamazione, erano la prevenzione delle malattie e il desiderio di preparare funerali e sepolture, che stavano diventando più elaborati, senza nessuna fretta. Dopo che Horatio Nelson fu ucciso nella battaglia di Trafalgar, il suo corpo fu conservato in brandy e alcolici di vino mescolati con canfora e mirra per oltre due mesi; al momento del suo funerale di Stato, nel 1805, il suo corpo fu trovato ancora in ottime condizioni e perfettamente duttile.

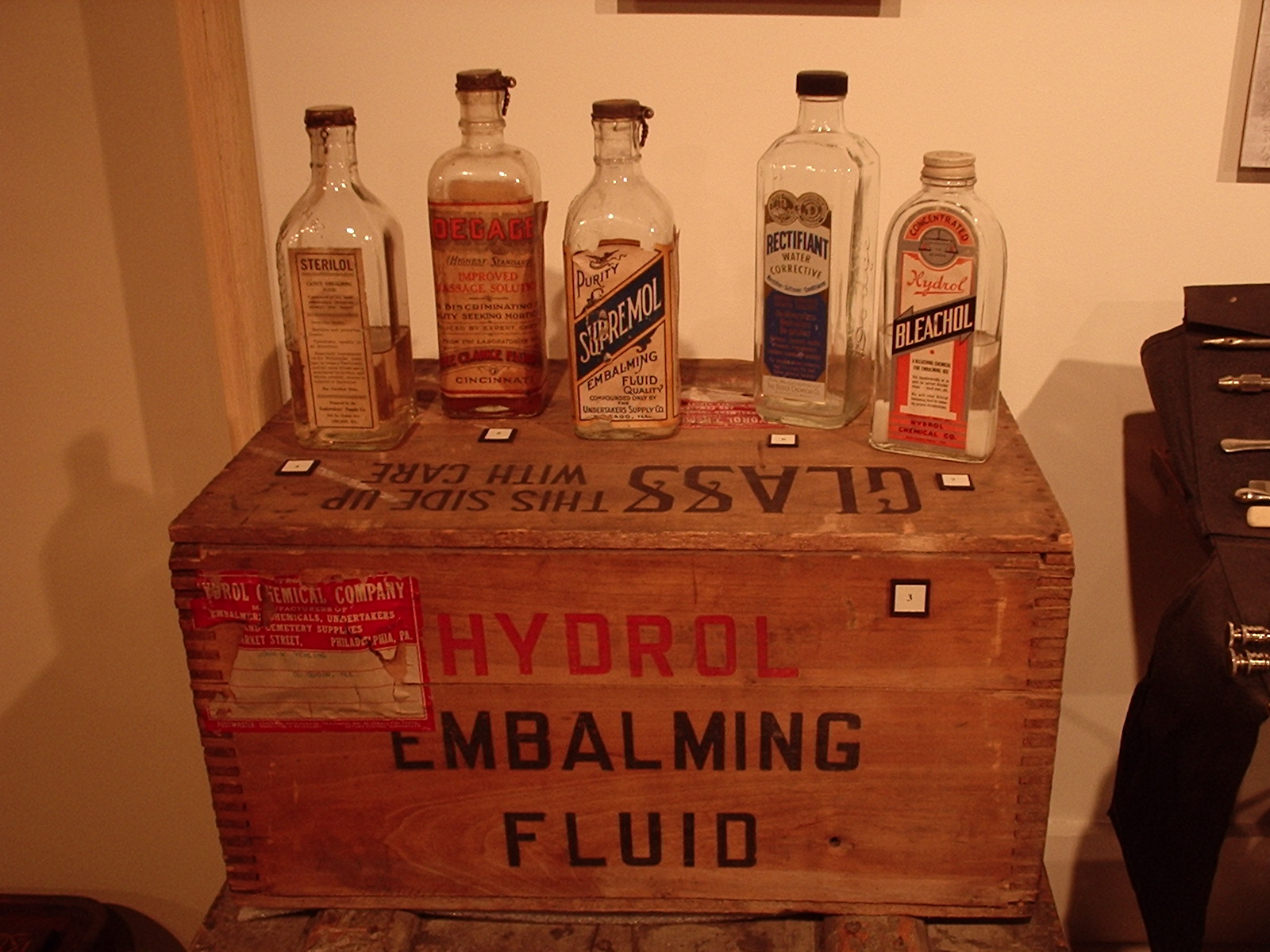
Liquidi usati per l'imbalsamazione nei primi anni del Novecento.

Metodi alternativi di conservazione, come impacchettare il ghiaccio o adagiare il corpo sulle cosiddette "tavole di raffreddamento", persero gradualmente terreno a causa dei metodi sempre più popolari ed efficaci di imbalsamazione. Entro la metà del XIX secolo, la nuova professione emergente di pompe funebri  (che fornivano servizi funebri) iniziò ad adottare metodi di imbalsamazione.
L'imbalsamazione divenne più comune negli Stati Uniti durante la guerra civile americana, quando i militari spesso morivano lontano da casa.
Il periodo che va dal 1861 in poi, è talvolta noto come periodo funerario dell'imbalsamazione e fu caratterizzato da una separazione dei campi dell'imbalsamazione da parte dei becchini e dell'imbalsamazione (bagnatura anatomica) per scopi medici e scientifici. Il dottor Thomas Holmes ricevette l'incarico, dal Corpo medico dell'esercito, di imbalsamare i cadaveri degli ufficiali morti dell'Unione; le autorità militari acconsentirono anche agli imbalsamatori privati, di lavorare in aree controllate dai militari. Il passaggio della salma di Abraham Lincoln, nella propria casa, per la sepoltura venne reso possibile dall'imbalsamazione e portò le possibilità e il potenziale dell'imbalsamazione a un pubblico più ampio.
Fino all'inizio del XX secolo, i fluidi di imbalsamazione contenevano spesso arsenico fino a quando non venne soppiantato da sostanze chimiche più efficaci e meno tossiche. Ci fu, spesso,  preoccupazione per la possibilità che l'arsenico per i corpi imbalsamati, contaminasse le riserve idriche sotterranee e anche che le persone sospettate di omicidio per avvelenamento da arsenico potessero difendersi affermando che i livelli di veleno, nel corpo del defunto, fossero dovuti all'imbalsamazione e non all'omicidio.
Nel 1867, il chimico August Wilhelm von Hofmann scoprì la formaldeide, le cui proprietà conservanti furono presto notate, rendendola la base per i moderni metodi di imbalsamazione.
Il Dottor Frederic Ruysch fu il primo ad aver utilizzato il metodo di iniezione arteriosa per l'imbalsamazione. Il suo lavoro di imbalsamazione era quasi perfetto, al punto che la gente pensava che il cadavere fosse effettivamente vivo; tuttavia, lo usò solo per preparare campioni per il suo lavoro anatomico
.

### Età contemporanea
L'imbalsamazione moderna viene spesso eseguita per garantire una migliore presentazione del defunto per l'esposizione ad amici e parenti. Viene utilizzata, anche,  per la ricerca o la formazione medica.
Una corretta visione del corpo è considerata utile nel processo di lutto. L'imbalsamazione ha il potenziale per impedire alle persone in lutto, di dover assistere alla decomposizione e all'eventuale putrescenza del cadavere. È un requisito legale generale per il rimpatrio internazionale di resti umani (sebbene si verifichino eccezioni) ed è richiesto da una varietà di leggi a seconda della località e delle circostanze, come per il tempo prolungato tra la morte e la disposizione finale o la sepoltura fuori terra.
Una nuova tecnica di imbalsamazione sviluppata gradualmente, negli anni 1960, dall'anatomista Walter Thiel presso il Graz Anatomy Institute (in Austria) fu oggetto di vari articoli accademici, poiché il cadavere mantenne il colore naturale, la consistenza e la plasticità del corpo dopo il processo. Il metodo utilizza 4-cloro-3-metilfenolo e vari sali per la fissazione, acido borico per la disinfezione e glicole etilenico per la conservazione della plasticità dei tessuti. I cadaveri imbalsamati sono utilizzati nella ricerca anatomica, nella formazione chirurgica e nell'anestesia, nelle procedure di test preoperatorie, negli studi sulla qualità dell'immagine TC.